# 蒂兰 (罗讷省)
蒂兰（法語：Thurins，法語發音：[tyʁɛ̃]）是法国罗讷省的一个市镇，属于里昂区。

## 地理
蒂兰（45°40'54"N, 4°38'27"E）面积19.36 平方千米，位于法国奥弗涅-罗讷-阿尔卑斯大区罗讷省，该省份为法国中东部省份，北起顺时针与索恩-卢瓦尔省、安省、里昂大都会、伊泽尔省和卢瓦尔省接壤。
与蒂兰接壤的市镇（或旧市镇、城区）包括：梅西米、龙塔隆、雅雷地区苏雪。

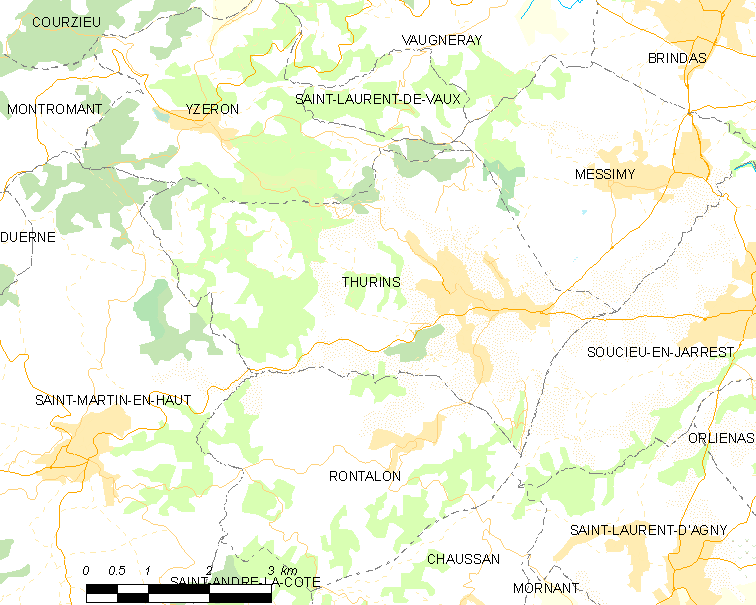
的OSM定位图

蒂兰的时区为UTC+01:00、UTC+02:00（夏令时）。

## 行政
蒂兰的邮政编码为69510，INSEE市镇编码为69249。

## 政治
蒂兰所属的省级选区为沃涅赖县。

## 人口

1962-2008年间人口变化图示

蒂兰于2022年1月1日时的人口数量为3268人。